# Sesioctonus analogus
Sesioctonus analogus är en stekelart som beskrevs av Briceno 2003. Sesioctonus analogus ingår i släktet Sesioctonus och familjen bracksteklar. Inga underarter finns listade i Catalogue of Life.